# Liste des maires du 3e arrondissement de Paris
Cet article liste les maires du 3e arrondissement de Paris de 1860 à 2020. À partir de cette date, les quatre premiers arrondissements de Paris sont réunis en un secteur unique, Paris Centre.

## Liste
| Portrait | Portrait | Nom                            | Mandat                                                      | Appartenance politique | Qualité                                                                                        |
| -------- | -------- | ------------------------------ | ----------------------------------------------------------- | ---------------------- | ---------------------------------------------------------------------------------------------- |
|          |          | Louis Honoré Arnaud-Jeanti     | 19 décembre 1859 – 1864                                     |                        | Négociant                                                                                      |
|          |          | Henri-Anatole Gérard           | 1865 – ?                                                    |                        |                                                                                                |
|          |          | Théodore-Jacques Bonvalet      | 5 septembre 1870 – avril 1871                               | Républicain            | Restaurateur                                                                                   |
|          |          | Jean-Nicolas Dopfled           | 13 ou 17 juin 1871 – ?                                      |                        |                                                                                                |
|          |          | Victor Paillard                | 25 mars 1874 – actif en 1878                                |                        | Bronzier, sculpteur                                                                            |
|          |          | Jacques-Henry Rouzé (ou Henri) | 18 mars 1879 – 1880                                         |                        |                                                                                                |
|          |          | Eugène Doutre-Roussel          | 20 novembre 1880 – 2 août 1884                              |                        | Orfèvre                                                                                        |
|          |          | François Léon Essique          | 9 août 1884 – avant le 7 juillet 1888                       |                        |                                                                                                |
|          |          | Charles Joseph Tantet          | 8 juillet 1888 – 1904                                       | PRRRS,                 | Mercier Maire honoraire                                                                        |
|          |          | Hector Monin (d)               | 30 juin 1904 – 16 août 1905 (décès)                         |                        | Négociant Fabricant de fards (ancienne maison Dorin, 27 rue du Grenier-Saint-Lazare)           |
|          |          | Georges Jules Stanislas Fiant  | 24 août 1905 - encore actif en 1911 – ne l'est plus en 1913 | PRRRS                  | Industriel dans la fabrication d'articles de pêche, Conseiller général de la Seine (1911-1926) |
|          |          | Gauthier                       | actif en 1914 et en 1927                                    |                        |                                                                                                |
|          |          |                                |                                                             |                        |                                                                                                |
|          |          | Pierre Rodolphe                | septembre 1944 – actif en 1945                              | Communiste             | Maire honoraire (1946-?)                                                                       |
|          |          | Pierre-Jean Mialet             | 20 février 1946 – novembre 1950,                            | PCF,                   | Résistant                                                                                      |
|          |          | Édouard Raphanaud              | juillet 1963 – ?                                            |                        |                                                                                                |
|          |          |                                |                                                             |                        |                                                                                                |
|          |          | Officier municipal délégué     | 1977 – 1983                                                 |                        |                                                                                                |
|          |          | Jacques Dominati               | 13 mars 1983 – 18 juin 1995                                 | UDF                    | Journaliste                                                                                    |
|          |          | Pierre Aidenbaum               | 18 juin 1995 – 11 juillet 2020                              | PS                     | Chef d'entreprise                                                                              |